# M40 (Objektivanschluss)
M40 ist ein im Bereich der Fototechnik standardisierter, herstellerunabhängiger Objektivanschluss für Wechselobjektive mittels Schraubgewinde.
Das „M“ in der Bezeichnung steht für einen metrischen Durchmesser, die Zahl für den Durchmesser in Millimetern. Es ist relativ selten und war vor allem in den 1930er Jahren in Gebrauch. Die bis Ende der 1940er Jahre gefertigten Kameras Praktiflex und Praktiflex II von Praktica beziehungsweise Pentacon verfügten über diesen Objektivanschluss. Eingeführt wurde es, um Patentstreitigkeiten mit dem M39-Leica-Gewinde aus dem Weg zu gehen.
Einige CCD-Zeilenkameras verwenden auch heute noch das M40-Anschraubgewinde.